# Tighcargman
Tighcargman, auch Tycormagan, ist eine aufgegebene Ortschaft im Nordosten der schottischen Hebrideninsel Islay. Tighcargman befand sich direkt außerhalb von Port Ellen nahe der Whiskybrennerei Port Ellen unweit der heutigen A846, welche bereits in früheren Zeiten einen Hauptweg der Insel darstellte. Bei der Volkszählung im Jahre 1841 lebten in Tighcargman noch 59 Personen. Zehn Jahre später war die Einwohnerzahl auf 25 Personen gesunken. Die 1851, nicht aber 1841 aufgeführte Ortschaft Imrock, in der 44 Personen lebten, scheint ein separat gelisteter Teil von Tighcargman zu sein, sodass die Gesamteinwohnerzahl der Siedlung auf 69 gestiegen wäre. Heute sind auf dem Gebiet von Tighcargman wenige Grundmauern der alten Gebäude zu sehen. Wann die Ortschaft aufgegeben wurde, ist nicht verzeichnet. Das Gebiet ist heute ein unbebauter Teil der Stadt Port Ellen.

## Umgebung
Südöstlich von Tighcargman wurden Ende des 19. Jahrhunderts die Überreste eines teilweise zerstörten mittelalterlichen Keltenkreuzes gefunden. Auf den exakten Standort des Kreuzes kann heute nur noch aus der Markierung auf einer historischen Karte geschlossen werden. Das erhaltene Fragment des Schaftes ist 46 cm lang, an der Basis 37 cm und am Kopfende noch 21 cm breit. Aus einem erhaltenen Segment des Rings kann auf einen Ringdurchmesser von 34 cm geschlossen werden. Die Seitenarme des aus lokal auftretendem Epidiorit gehauenen Kreuzes sind nicht erhalten. Auf dem Schaft war ein Jesusbild als Relief eingearbeitet. Das Kreuzfragment wurde zunächst nach Kildalton Castle verbracht und 1923 dem National Museum of Antiquities of Scotland übergeben.